# Лангелер, Арт
Арт Лангелер (нидерл. Art Langeler, 16 августа 1970, Лохем, Нидерланды) — нидерландский футболист и тренер.

## Карьера
В качестве футболиста недолгое время выступал за «Де Графсхап», с которым он выходил в Эредивизи. Большую часть карьеры провел в низших лигах. В 1992 году он подписал контракт на получение степени по физическому воспитанию в Университете прикладных наук Виндесхайма в Зволле. После получения диплома Лангелер работал учителем физкультуры в школе и параллельно тренировал любительские коллективы. В 2008 году специалист попал в систему клуба ПЕК Зволле. Вначале он возглавлял юниорскую и молодёжную команду, а затем — возглавил основу. Под его руководством ПЕК Зволле вернулся в Эредивизи.
В апреле 2013 года был назначен руководителем академии ПСВ. Именно в этот период в состав команды влилась большая группа местных воспитанников, а сам Лангелер присоединялся к работе тренерского штаба Филипа Коку. В ноябре ПСВ сообщил, что в клубе не станут продлевать контракт с ним по окончании сезона. Его преемником стал Паскаль Янсен. Уход из клуба во многом был связан с работой Лангелера в сборной Нидерландов до 20 лет: в августе 2016 года он стал в ней помощником Дуайта Лодевегеса. Через четыре недели он сменил Фреда Грима у руля молодежной национальной команды страны..
В мае 2018 года был назначен директором по развитию Королевского футбольного союза Нидерландов. На этой должности он занимался в том числе и молодёжным футболом.
В июле 2021 года Арт Лангелер вернулся на должность главного тренера ПЕК Зволле, однако уже через несколько месяцев он покинул свой пост, сославшись на отсутствие перспектив у команды, занимавшей последнее место Первом дивизионе.
В мае 2022 года специалист стал наставником сборной Кюрасао. Лангелер пришел на смену Патрику Клюверту, исполнявшему обязанности главного тренера после ухода Гуса Хиддинка. Параллельно занимает должность директора по развитию в «Гронингене».

## Достижения

### Футболиста
- Победитель Первого дивизиона Нидерландов (1): 1990/91.

### Тренера
- Победитель Первого дивизиона Нидерландов (1): 2011/12.